# Torpedo-Stadion (Schodsina)
Das Torpedo-Stadion (russisch Стадион «Торпедо», belarussisch Стадыён Тарпеда = Tarpeda-Stadion) ist ein Mehrzweckstadion in der belarussischen Stadt Schodsina. Die gegenwärtig vor allem für Fußballspiele genutzte Anlage wurde 1969 eröffnet, 2011 renoviert und bietet 6.524 Zuschauern Platz. Torpedo Schodsina trägt hier seine Heimspiele aus. Wenn das Stadion nicht für Fußball genutzt wird, dann steht es dem Freizeit-, Kinder- und Schulsport sowie der Leichtathletik zur Verfügung.
Im Torpedo-Stadion traf die belarussische Fußballnationalmannschaft am 14. August 2013 in einem Freundschaftsspiel auf Montenegro; das Spiel endete 1:1.